# یواس‌اس بوید (دی‌دی-۵۴۴)
یواس‌اس بوید (دی‌دی-۵۴۴) (به انگلیسی: USS Boyd (DD-544)) یک کشتی بود که طول آن ۱۱۴٫۷ متر (۳۷۶ فوت) بود. این کشتی در سال ۱۹۴۲ ساخته شد.